# Bernhard Eckstein
Bernhard Eckstein (21 de agosto de 1935 - 10 de novembro de 2017) foi um ciclista alemão que competiu no ciclismo nos Jogos Olímpicos de Verão de 1960, pela equipe Alemã Unida.